# Loch Lossit
Loch Lossit ist ein See auf der schottischen Hebrideninsel Islay.

## Beschreibung
Der Loch Lossit liegt in der dünnbesiedelten, hügeligen Region im Osten der Insel zwischen den Weilern Lossit und Knocklearoch. Die nächstgelegene Ortschaft ist das 1,5 Kilometer nordwestlich gelegene Ballygrant. Mehrere kleine Bäche speisen den maximal 600 Meter langen und 510 Meter breiten Loch Lossit. Sein 146 Hektar umfassendes Einzugsgebiet setzt sich im Wesentlichen aus Heideland (67 %) und Grasland (13 %) zusammen, während Grundwasser 12 % des Zuflusses ausmacht. Der auf einer Höhe von 98 Metern gelegene Loch Lossit nimmt eine Fläche von 17 Hektar ein. Bei einer mittleren Tiefe von 5,1 Metern besitzt er ein Volumen von rund 0,87 Mio. Kubikmetern. Von seinem Nordufer fließt ein kleiner, unbenannter Bach ab, der nach rund 600 Meter in den Loch Ballygrant mündet, der über den Ballygrant Burn  und den Sorn in die Bucht Loch Indaal entwässert. Loch Lossit liegt wenige hundert Meter abseits einer einspurigen Straße, welche die A846 in Ballygrant mit der Gegend um Glenegedale verbindet. Am Nordufer befindet sich ein kleiner Pier.

## Eilean Mhic Iain
Etwa 100 m vom Nordostufer entfernt befindet sich eine kleine, Eilean Mhic Iain genannte Insel. Die bewaldete Insel ist von ovaler Form und durchmisst zwischen 56 und 42 m. Sie ist natürlichen Ursprungs, sodass es sich nicht um einen Crannóg handelt. Die Ufer sind von den Überresten einer durchschnittlich 3,5 m mächtigen Mauer umgeben und im Inselinneren finden sich die Grundmauern mehrerer Gebäude, welche jedoch ungleich der wahrscheinlich mittelalterlichen Schutzmauer auf das 17.–18. Jahrhundert geschätzt werden. Der Name Eilean Mhic Iain (MacIans Insel) könnte auf John MacIan of Ardnamurchan zurückgehen, dem in den 1490er Jahren verschiedene Ländereien auf Islay zufielen. Später ist die Insel als kirchliche Besitzung ausgewiesen und unterstand dem Bischof von Iona. Eilean Mhic Iain ist wahrscheinlich identisch mit der von Monro beschriebenen Ellan Moyborg. Es existiert kein Damm, sodass die Insel nicht zu Fuß erreichbar ist. Am Nordufer existiert jedoch eine Bootsanlegestelle. Auf der Landseite gegenüber der Insel befand sich einst eine Kapelle mit zugehörigem Friedhof. Diese wurden angeblich überflutet, als sich der Wasserstand von Loch Lossit erhöhte. Heute sind keine Spuren mehr sichtbar.

## Umgebung
Etwa einen Kilometer nordöstlich auf einem Hügel befinden sich die einzigen erhaltenen Überreste eines Brochs auf Islay. Er durchmisst etwa 23 m, die sich auf ein durchschnittlich etwa 4,8 m mächtiges Mauerwerk und einen etwa 13,7 m durchmessenden Innenhof verteilen. Zwischen Loch Lossit und dem einen Kilometer südlich gelegenen Loch Fada wurde einst Blei abgebaut. Die größte Bleimine der Insel befand sich jedoch in der 3,5 km nordwestlich gelegenen, heute aufgegebenen Siedlung Mulreesh.